# Фраер
Фра́ер (также фра́йер) — слово из уголовного жаргона (блатного), напоказ модно одетый человек; человек не из уголовного мира; человек неопытный и наивный, потенциальная жертва блатных; тот, кто выдаёт себя за человека выше своего реального положения.

## Происхождение и значения слова
На древневерхненемецком языке Freier значит «свободный», «жених». От этого слова произошло немецкое Freier — «клиент публичного дома», «человек, оплачивающий услуги проститутки». Из немецкого языка оно перешло в идиш (פֿרײַ‎), где значит «свободный». Из идиша, вероятно, попало в одесскую жаргонную лексику, а уже оттуда — в русскоязычный блатной жаргон.
В украинском языке тоже есть слово фраїр, означающее «возлюбленный, жених». Оно встречается в западноукраинском диалекте украинского языка и в украинских народных песнях. Вероятно, пришло туда из немецкого языка. Также на словацком языке frajer — ухажёр, щёголь.

## Значение
Фраер — свободный, вольный, то есть тот, кто не сидит в тюрьме. Для блатного мир делится на своих — блатных, воров — и фраеров — людей цивильных, не принадлежащих к воровскому миру. Последних, согласно воровским понятиям, можно обворовывать и обманывать. В этом значении слово фраер — простак; тот, кого можно обмануть, сродни другому жаргонному слову — «лох». Пример: «Я что, фраер?» (подразумевается «Что, меня так просто обвести вокруг пальца?»)

## Выражения
Существуют устойчивые выражения со словом «фраер»:.
- Фраер захарчёванный — выдающий себя за знатока преступной среды и её обычаев.
- Фраер на катушках — бойкий молодой человек.
- Фраерок на понтах — бойкий молодой человек, почти как «фраер на катушках».
- Фраер набушмаченный — человек не из преступной среды, но хорошо знающий законы и традиции уголовного мира.
- Фраер македонский — дурак, глупец, происхождение неизвестно.
- Фраер ушастый — глупая жертва преступления, затем приобрело переносное значение.
- Фраериться — хвастать; изображать из себя опытного блатного.
- Жадность фраера сгубила[4].
- Бог не фраер, его не обманешь[4].
- Не долго музыка играла, не долго фраер танцевал[4].

При этом В. М. Мокиенко и Т. Г. Никитина пишут: «Козырной фраер. Жарг. угол. Авторитетный вор. Максимов, 188.».
- Фраернуться — опозориться; ошибиться.
- Фраернуть — обмануть.